# Dynastie (seriál, 2017)
Dynastie (v anglickém originále Dynasty) je americký televizní seriál, spadající do žánru mýdlové opery. Jeho autory jsou Josh Schwartz, Stephanie Savage a Sallie Patrick. Jedná se o reboot seriálu Dynastie z 80. let 20. století. Vysílán je na stanici The CW od 11. října 2017.

## Příběh
Seriál zobrazuje příběh bohaté atlantské rodiny Carringtonů, jejíž hlava, miliardář Blake, si chce vzít za ženu PR pracovnici ze své společnosti Cristal Flores, což neblaze nese jeho dcera Fallon.

## Obsazení

### Hlavní role
- Elizabeth Gillies jako Fallon Carrington, dcera Blakea, sestra Stevena
- Nathalie Kelley jako Cristal Flores, nová Blakeova manželka (1. řada)
- James Mackay jako Steven Carrington, Fallonin bratr (1. řada, jako host ve 2. řadě)
- Robert Christopher Riley jako Michael Culhane, řidič Carringtonových a Fallonin bývalý milenec
- Sam Adegoke jako Jeff Colby, Blakeův rival
- Rafael de la Fuente jako Sam Josiah „Sammy Jo“ Flores, Cristalin synovec a Stevenův bývalý přítel
- Alan Dale jako Joseph Anders, majordomus Carringtonových
- Grant Show jako Blake Carrington, prezident společnosti Carrington Atlantic, manžel Cristal a otec Fallon a Stevena
- Nicollette Sheridan (2. řada, jako host v 1. řadě), Elizabeth Gillies (2. řada) a Elaine Hendrix (3. řada) jako Alexis Carrington, Blakeova bývalá manželka a matka Stevena a Fallon
- Ana Brenda Contreras (2. řada) a Daniella Alonso (3. řada) jako Cristal Jennings Carrington
- Maddison Brown jako Kirby Anders, Josephova dcera (2.–3. řada)
- Sam Underwood jako Adam Carrington / doktor Mike Harrison (2.–3 řada), Blakův a Alexisin nejstarší syn
- Michael Michele jako Dominique Deveraux (3. řada,jako host ve 2. řadě), Blakeova nevlastní sestra a matka Jeffa a Moniky
- Adam Huber jako Liam Ridley (3. řada, jako host v 1.–2. řadě), Fallonin manžel

### Vedlejší role
- Nick Wechsler jako Matthew Blaisdel, bývalý milenec Cristal (1. řada)
- Brianna Brown jako Claudia Blaisdel, manželka Matthewa (1.–2. řada)
- Wakeema Hollis jako Monica Colby, Jeffova sestra
- Dave Maldonado jako Willy Santiago, kamarád Matthewa (1. řada)
- Michael Beach jako policejní náčelník Aaron Stansfield, dlouholetý Blakeův kamarád (1. řada)
- Elena Tovar jako Iris Machado, Cristalina sestra a Samova matka (1. řada)
- KJ Smith jako Kori Rucks, Michaelova bývalá přítelkyně (1. řada)
- Michael Patrick Lane jako Ted Dinard, Stevenův bývalý přítel (1. řada)
- Arnetia Walker jako Louella Culhane, Michaelova matka (1.–2. řada)
- Darryl Booker jako James Culhane, Michaelův otec (1. řada)
- Hakeem Kae-Kazim jako Cesil Colby, Jeffův a Moničin otec (1.–2. řada)
- Luis Fernández jako Alejandro Silva, Samův otec (1. řada)
- J. R. Cacia jako Rick Morales, novinář a dávný přítel Cristal (1. řada)
- Kelly Rutherford jako Melissa Daniels
- Elizabeth Youman jako Evie Culhane, Michaelova sestra (1.–2. řada)
- Natalie Karp jako paní Gunnersonová, kuchařka rodiny
- Brent Antonello jako Hank Sullivan (1.–2. řada), Alexisin milenec, který předstírá, že je jejich ztracený syn Adam
- Katherine LaNasa jako Ada Stone (2. řada)
- Taylor Black jako Ashley Cunningham (2.–3. řada), Liamova bývalá přítelkyně
- Chase Anderson jako Tony (2.–3. řada), zahradník Carringtonových
- Geovanni Gopradi jako Roberto „Beto“ Flores (2.–3. řada), Cristalin bratr
- Nicole Zyana jako Allison (2.–3. řada), Fallonina asistentka
- Kelli Barrett jako Nadia (3. řada), fyzioterapeutka
- Jade Payton jako Vanessa Deveraux (3. řada), nevlastní sestra Jeffa a Moniky
- Daniel Di Tomasso jako Fletcher Myers (3. řada), konzultant v La Mirage
- Emily Rudd jako Heidi (3. řada), Liamova bývalá přítelkyně a matka jeho bratra Connora

## Vysílání
| Řada | Díly | Premiéra v USA    | Premiéra v USA  |
| Řada | Díly | První díl         | Poslední díl    |
| ---- | ---- | ----------------- | --------------- |
| 1    | 22   | 11. října 2017    | 11. května 2018 |
| 2    | 22   | 12. října 2018    | 24. května 2019 |
| 3    | 20   | 11. října 2019    | 8. května 2020  |
| 4    | 22   | 7. května 2021    | 1. října 2021   |
| 5    | 22   | 20. prosince 2021 | bude oznámeno   |

Úvodní díl Dynastie byl odvysílán 11. října 2017. V listopadu 2017 stanice The CW oznámila, že objednala celosezónní první řadu seriálu čítající 22 epizod. Dne 2. dubna 2018 bylo oznámeno objednání druhé řady, která byla uvedena na podzim 2018. Stanice objednala produkci třetí řady dne 31. ledna 2019, její první díl se na obrazovkách objevil 11. října 2019. Dne 7. ledna 2020 televize The CW uvedla, že objednává čtvrtou řadu seriálu, která měla premiéru v květnu 2021. V únoru 2021 zveřejnila The CW informaci, že seriál Dynastie získá pátou řadu, jejíž vysílání bylo zahájeno v prosinci 2021.

## Ocenění a nominace
| Rok  | Ocenění                | Kategorie                        | Nominovaní | Výsledek  |
| ---- | ---------------------- | -------------------------------- | ---------- | --------- |
| 2018 | Dorian Awards          | Nejlepší seriál                  |            | nominace  |
| 2018 | People's Choice Awards | Nejlepší prodloužený seriál      |            | vítězství |
| 2019 | Teen Choice Awards     | nejlepší seriálový herec (drama) | Adam Huber | nominace  |